# Saint-Flour
Saint-Flour (okcitansko Sant-Flor) je naselje in občina v osrednji francoski regiji Auvergne, podprefektura departmaja Cantal. Leta 2006 je naselje imel 6.625 prebivalcev.

## Geografija
Kraj leži na planoti Planèze (Haute-Auvergne) ob reki Ander, razdeljen na zgornji (ville haute) in spodnji del (ville basse), 72 km severovzhodno od središča regije Aurillaca.

## Uprava
Saint-Flour je sedež dveh kantonov:
- Kanton Saint-Flour-Jug (del občine Saint-Flour, občine Alleuze, Cussac, Lavastrie, Neuvéglise, Paulhac, Sériers, Tanavelle, Les Ternes, Ussel, Valuéjols, Villedieu: 8.404 prebivalci),
- Kanton Saint-Flour-Sever (del občine Saint-Flour, občine Andelat, Anglards-de-Saint-Flour, Coltines, Coren, Lastic, Mentières, Montchamp, Rézentières, Roffiac, Saint-Georges, Talizat, Tiviers, Vabres, Vieillespesse: 7.219 prebivalcev).

Naselje je prav tako sedež okrožja, v katerega so poleg njegovih dveh vključeni še kantoni Allanche, Chaudes-Aigues, Condat, Massiac, Murat, Pierrefort in Ruynes-en-Margeride s 40.013 prebivalci.

## Zanimivosti
- gotska katedrala sv. Petra iz 15. stoletja, od 1906 na seznamu francoskih zgodovinskih spomenikov;

## Pobratena mesta
- Haselünne (Spodnja Saška, Nemčija),
- Orléans (Loiret, Francija).